# Kōji Satō (Ingenieur)
Kōji Satō (japanisch 佐藤 恒治 Satō Kōji; * 19. Oktober 1969) ist ein japanischer Maschinenbau-Ingenieur und seit April 2023 CEO (daihyō torishimariyaku) von Toyota.

## Leben
Kōji Satō machte 1992 seinen Abschluss an der Waseda-Universität in Maschinenbau und trat im April desselben Jahres in die Toyota-Gruppe ein. 2016 übernahm Satō die Marke Lexus. Im September 2020 wurde er auch zum Präsidenten der Sportabteilung von Toyota Gazoo Racing ernannt. Im April 2023 folgte er Akio Toyoda als CEO von Toyota.